# Las Tunas (béisbol)
Los Leñadores de Las Tunas  es como se le conoce al equipo de béisbol de la provincia de Las Tunas defendiendo el uniforme en el principal torneo beisbolero del país, la Serie Nacional de Béisbol (SNB), el torneo de primera división de esta disciplina. Los leñadores  han conseguido tres campeonatos: El primero contra los Azucareros de Villa Clara en el Augusto César Sandino el 9 de junio de 2018. El segundo contra los Leones de Industriales en el Latinoamericano el 11 de junio de 2022. El tercero contra los Vegueros de Pinar del Río el 11 de junio de 2023. El cuarto de nuevo fue con los pativerdes el 13 de junio del 2024

## Historia
Las Tunas organizó su primer club para una competencia invernal de béisbol en 1977, cuando la provincia de Oriente quedó dividida en cinco nuevos territorios.
La poca distinción en su juego, el restringido desarrollo de peloteros de primer nivel y un público, a veces perezoso, frenaron el progreso de una novena siempre repleta de sangre joven, pero sin guía, ni rumbo estable, en los torneos aficionados.
Entre 1977 y 1989 la mejor marca de juegos ganados conseguida por el conjunto en una temporada fue de 24 partidos (1984-85), en cambio el pico más alto de fracasos escalaba los 56 desafíos.
De vez en cuando destellaba la labor de un consistente tirador como Félix Nuñez (líder en entradas lanzadas durante las justas de 1982-83 y 1984-85) o de un electrizante escopetero como Juan Carlos Pérez (tres veces consecutivas mejor serpentinero en el departamento de los ponchados entre 1989 y 1992).
En otras ocasiones surgía un longevo trabajador como José Miguel Báez (líder en lechadas en la lid de 1993-94) o un extraordinario bateador como Ermidelio Urrutia (campeón de los jonroneros en 1989-90 con 20 y 1990-91 con 16).
La década del 90 también fue otra etapa perdedora, aunque por primera vez el elenco pudo sobrepasar la barrera de las 30 victorias en un contienda, acontecimiento ocurrido en el certamen de 1997-98, exactamente veinte años después de la fundación del equipo.
El inicio de la centuria número 21 amaneció con Las Tunas en el sótano de la pelota cubana, aplastada por el peso del fracaso y abatida por la indiferencia de los fanáticos. Empero, la campaña de 2003-04 resultó la muestra más evidente del célebre axioma que reza: la esperanza es lo último que se pierde. En una hazaña sin precedentes, el elenco obtuvo su récord histórico de victorias para ese momento con 44 y se emplazaron, por segunda ocasión en su trayectoria, un punto por debajo del escalón número diez.
Osmani Urrutia, Danel Castro, Joan C. Pedroso y Amaury Súarez, junto al resto de sus compañeros de trabajo, recogieron de las cenizas el estandarte con la tuna verde y lo elevaron hacia el firmamento de las glorias y el honor.
En los casos particulares de Osmani Urrutia (seis veces campeón de bateo entre 2000-01 y 2006-07, cinco de los cuales fueron consecutivos) y Joan C. Pedroso (recordista de jonrones en el 2002-03 con 28), se establecieron definitivamente por esas fechas como una de las parejas de bateadores más espectaculares que conocieron los campeonatos cubanos de los últimos tiempos.
En la campaña de 2011-12, con la llegada al puesto de dirección de Juan M. Gordo, un ex miembro de la selección en el pasado, el elenco representativo del balcón del oriente cubano logró volver a los Playoff. 
En la 57 Serie Nacional de Béisbol, bajo la dirección del mánager Pablo A. Civil, obtuvieron un segundo lugar al caer en la final ante el equipo de Granma. 
Ya en la Serie Nacional 58, bajo el mando de Pablo A. Civil, obtienen su primera copa al derrrotar al equipo de Villa Clara (4-2), en la Serie Nacional 62, bajo la dirección de Abeisy Pantoja, obtienen su segunda copa al derrotar al equipo de Industriales (4-0) y acto seguido en la serie 63 también bajo el mando de Abeisy Pantoja el equipo verdirojo obtiene el campeonato ganándole al también histórico conjunto de Pinar del Río (4-1). Estas constituyen sus mejores actuaciones en Series Nacionales y se consolidan como uno de los equipos más estables en los últimos años y como uno de los llamados "Cuatro Grandes Actuales" junto a los conjuntos de Granma (4 títulos), Ciego de Ávila (3 títulos) y Matanzas (1 título), en contraposición a los "Cuatro Grandes Históricos" Industriales (12 títulos), Santiago de Cuba (8 títulos), Villa Clara (5 títulos) y Pinar del Río (4 títulos).

## Selección en la 58 SNB

### Jugadores de posición
Receptores: Yosvany Alarcón Tardío, Oberto Coca Peña, Rafael Ramón Viñales Álvarez, Ángel Osmel Leyva Jiménez.
Jugadores de cuadro: Dánel Castro Muñagorri, Ernesto Felipe Lalana González, Eduardo Antonio García Torres, Yudier Rondón Pavón, Magdiel Alfredo Gómez Ciscal, Yonisbel Pompa Ávila, Frank Oreldys Muir Landeel, Ariel Orlando Álvarez Campos, Manuel Alejandro Ávila Martínez, Yordanis Alarcón Tardío, Dainier Rodríguez Gutiérrez, Denis Peña Rivero.
Jardineros: Jorge Antonio Yhonson Dixon, Yuniesky Larduet Domínguez, Andrés Quiala Herrera, Héctor Luis Castillo Blair, Leonis Ramón Figueredo García, Dannier Rolando Díaz Maceo, David Miguel Fernández Olivera, Raisel Martínez Pantoja, Dailier Peña Torres.
CUERPO TÉCNICO: Pablo Alberto Civil Espinosa (Director), Jorge Isidro Hierrezuelo Tamayo y Abeisy Pantoja Díaz (Asistentes), Reinaldo Maikel Infante Millán (Entrenador de banco), Rodolfo Correa Lobaina y Félix Núñez González (Entrenadores de Pitcheo), Edecio Pérez Guerra (Preparador físico), Huber Brito Machado (Carga bates), Blas Manuel Hernández Almaguer (Médico), Ruperto Morales Blanco (Fisioterapeuta), Leonardo Cebrián Fonseca (Psicólogo), Heriberto Damián Cruz Rivero (Delegado), José Luis Rodríguez Pérez (Comisionado provincial).

## Cantera delEquipo Cuba
Un número considerable de tuneros han integrado la nómina de la selección nacional. A continuación se muestran algunos jugadores que han sido parte del equipo Cuba
Félix Núñez
Ermidelio Urrutia
Osmani Urrutia
Dánel Castro
Alexander Guerrero
Yoalkis Cruz
Yosvani Alarcon Tardio.

## Sede
Este equipo tiene como sede principal el Estadio Julio Antonio Mella, situado en la avenida Frank País s/n de la ciudad de Las Tunas. Esta instalación se inauguró el 5 de diciembre de 1959 que inicialmente era de una capacidad muy reducida, efectuándose posteriormente una gigantesca remodelación, donde alcanza una capacidad de 11400 espectadores. Aunque su inauguración es posterior a esta fecha, el primer juego de béisbol se efectuó 2 de febrero de 1945 en los terrenos iníciales donde hoy esta el actual estadio.